# Rittersturz (Aussichtspunkt)

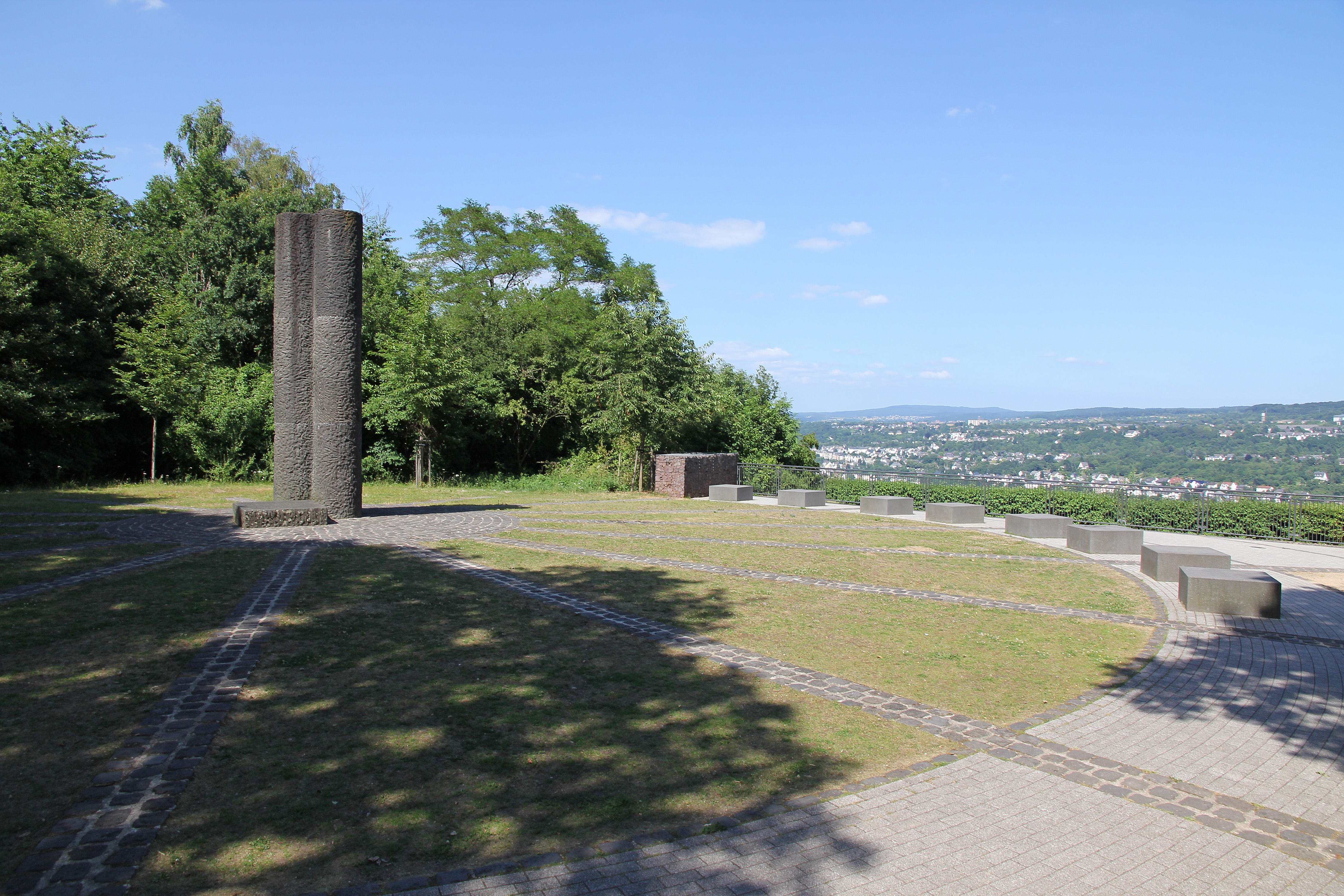
Der Aussichtspunkt Rittersturz in Koblenz: Gestaltung seit Juli 2008

Der Rittersturz (166 m) ist ein Aussichtspunkt bei Koblenz. Er ist ein Plateau im Koblenzer Stadtwald, südlich des Stadtteils Karthause, vor einem steil zum Rhein abfallenden Schieferabsturz. In der Vergangenheit war er Gerichtsstätte, Touristenattraktion und Schauplatz der Rittersturz-Konferenz von 1948.

## Lage
Der Rittersturz liegt südlich des Höhenstadtteils Koblenz-Karthause oberhalb des Laubachtals, das nördlich der Koblenzer Brauerei an der B 9 endet. Er ist mit hohem Buchenwald bewachsen, allein die Ostseite des Plateaus fällt steil zum Rhein ab. Den Schieferschichten sind graubraune Sandsteinbänke zwischengelagert, die von hier bis zum Königsbach reichen. Es handelt sich um eine Schichtung aus dem Unterdevon.
Das Panorama reicht rheinabwärts linksrheinisch über Koblenz-Oberwerth mit seinem Stadion hinweg auf die Südliche Vorstadt und die neogotische Pfarrkirche St. Josef. Rechtsrheinisch zu sehen sind die Stadtteile Koblenz-Horchheim, Koblenz-Horchheimer Höhe, Koblenz-Pfaffendorf, Koblenz-Pfaffendorfer Höhe, Koblenz-Asterstein und Koblenz-Ehrenbreitstein über die Festung Ehrenbreitstein hinweg bis zu den Höhen des Westerwaldes. Nach Süden reicht der Blick linksrheinisch bis Koblenz-Stolzenfels und rechtsrheinisch über Lahnstein mit der Burg Lahneck hinweg bis zur Marksburg über Braubach.

## Geschichte
Der Legende nach geht der Name des Aussichtspunkts auf einen Ritter zurück, der im Mittelalter die schroffe Felswand hinabstürzte. Dies ist historisch jedoch nicht belegt. Vielmehr deutet der Name „Galgenhell“ (Hell/Höll = Halde), der auf Gemarkungskarten des 19. Jahrhunderts genannt wird, auf eine Richtstätte mit Galgen in der Nähe hin, die sich mutmaßlich unterhalb des Plateaus in der Laubach befand.
Eine erste Waldgaststätte auf dem Rittersturz ist 1892 belegt. Sie musste 1927 einem größeren Hotelbau weichen, der, wie aus historischen Postkarten erkennbar, aus einem Staffelgiebel-Trakt mit vorgelagerter Terrasse und einer seitlich angebauten zweigeschossigen Zweiflügel-Anlage mit Walmdach und Dachgauben bestand. 1928 wurde vom Ausgang des Laubachtals eine Standseilbahn auf die Höhe gebaut. Eine Fahrt mit der Rittersturzbahn mit nachfolgendem Aufenthalt im Berghotel gehörte zu den klassischen Wochenend- und Familienausflügen der Koblenzer in der Vorkriegszeit; auch war das Rittersturz-Hotel ein beliebter Tagungsort.
Der Zweite Weltkrieg verursachte einen Einschnitt, von dem sich der Rittersturz nicht wieder erholte. Die nach Kriegszerstörung 1951 wiedereröffnete Rittersturzbahn war wegen zu geringer Besucherzahlen unrentabel geworden und wurde 1960 eingestellt. Das Berghotel musste 1974 aus Sicherheitsgründen wegen Felssturzgefahr abgerissen werden.
Verschiedene Pläne zum Wiederaufbau wurden nicht realisiert, neben dem unsicheren Baugrund (der schon zum Abbruch des alten Hotels geführt hatte) dürften auch Landschafts- und Naturschutzaspekte dagegen sprechen, von der fraglichen Wirtschaftlichkeit ganz abgesehen.

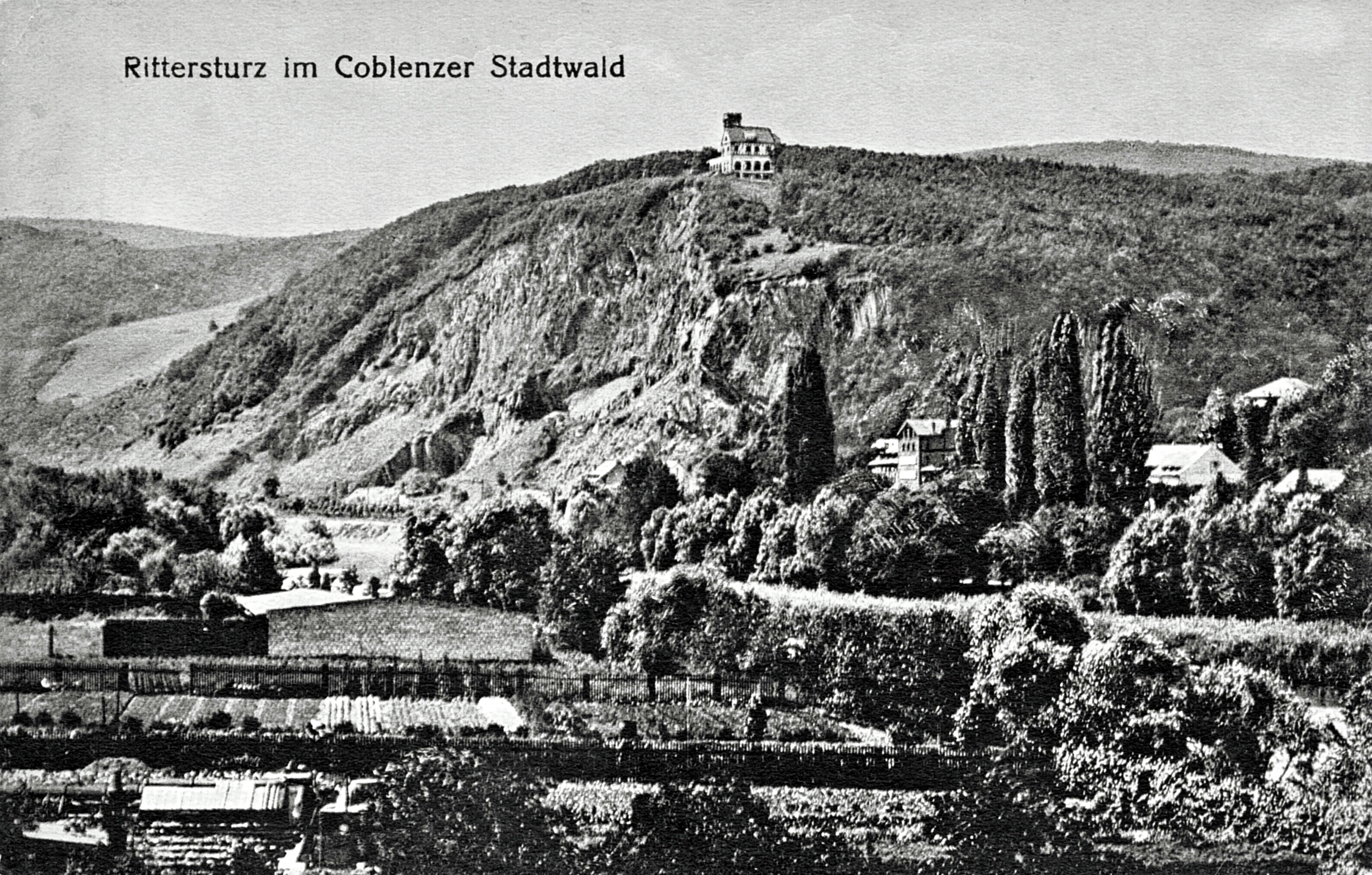
Der Rittersturz um 1900
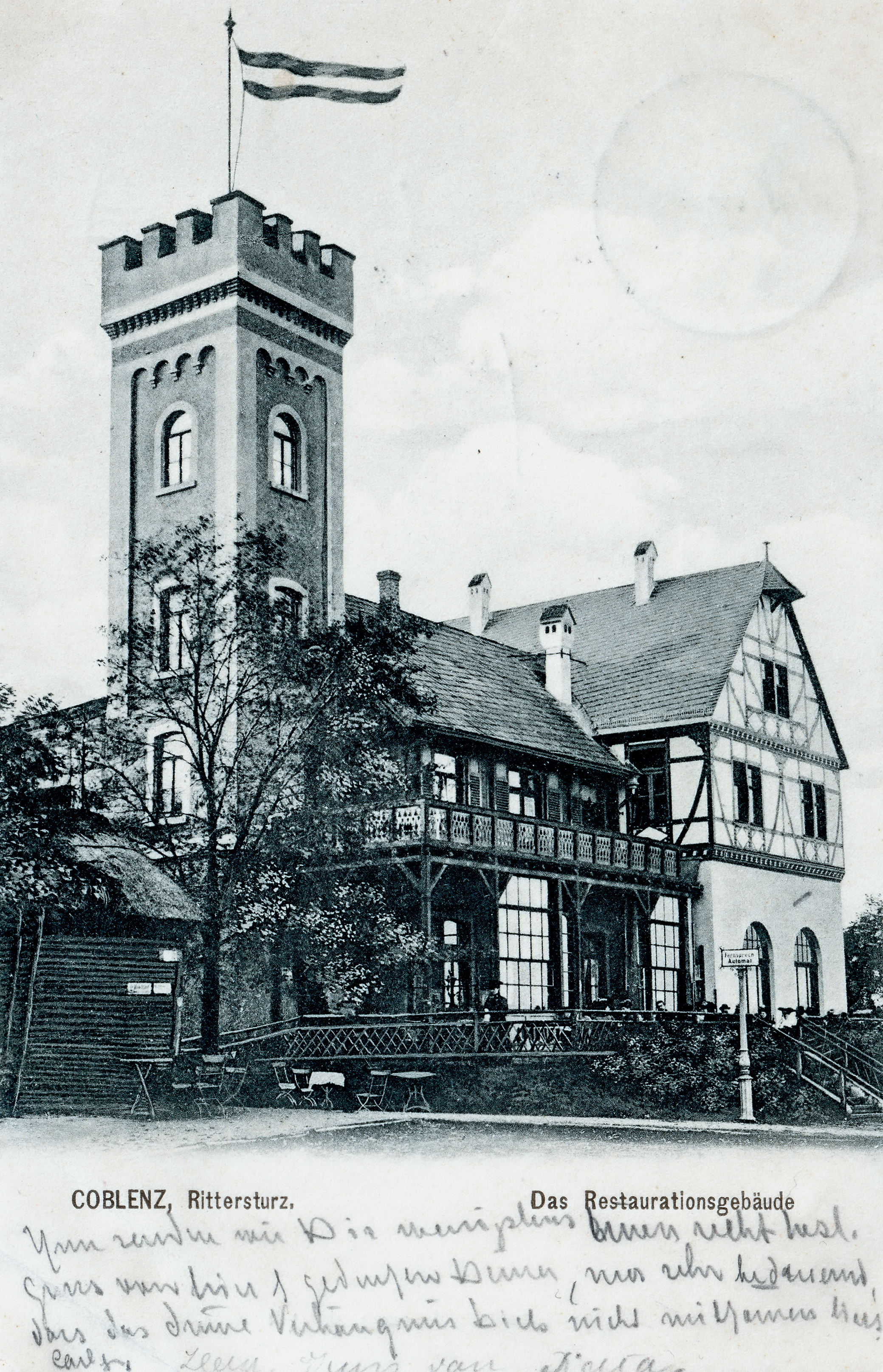
Die Gaststätte auf dem Rittersturz, 1905
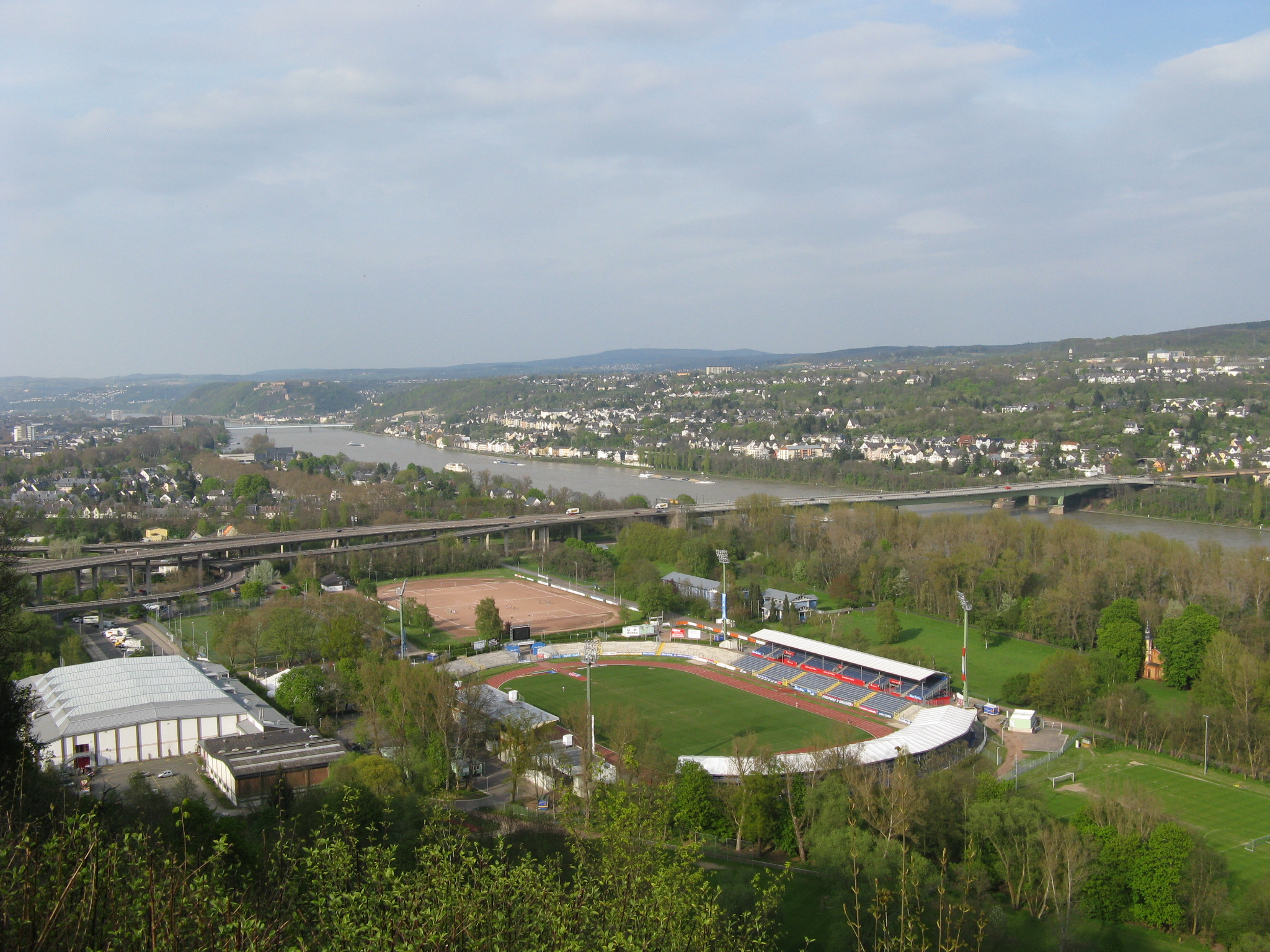
Aussicht vom Rittersturz rheinabwärts nach Norden: Markante Punkte sind Stadion Oberwerth und Festung Ehrenbreitstein
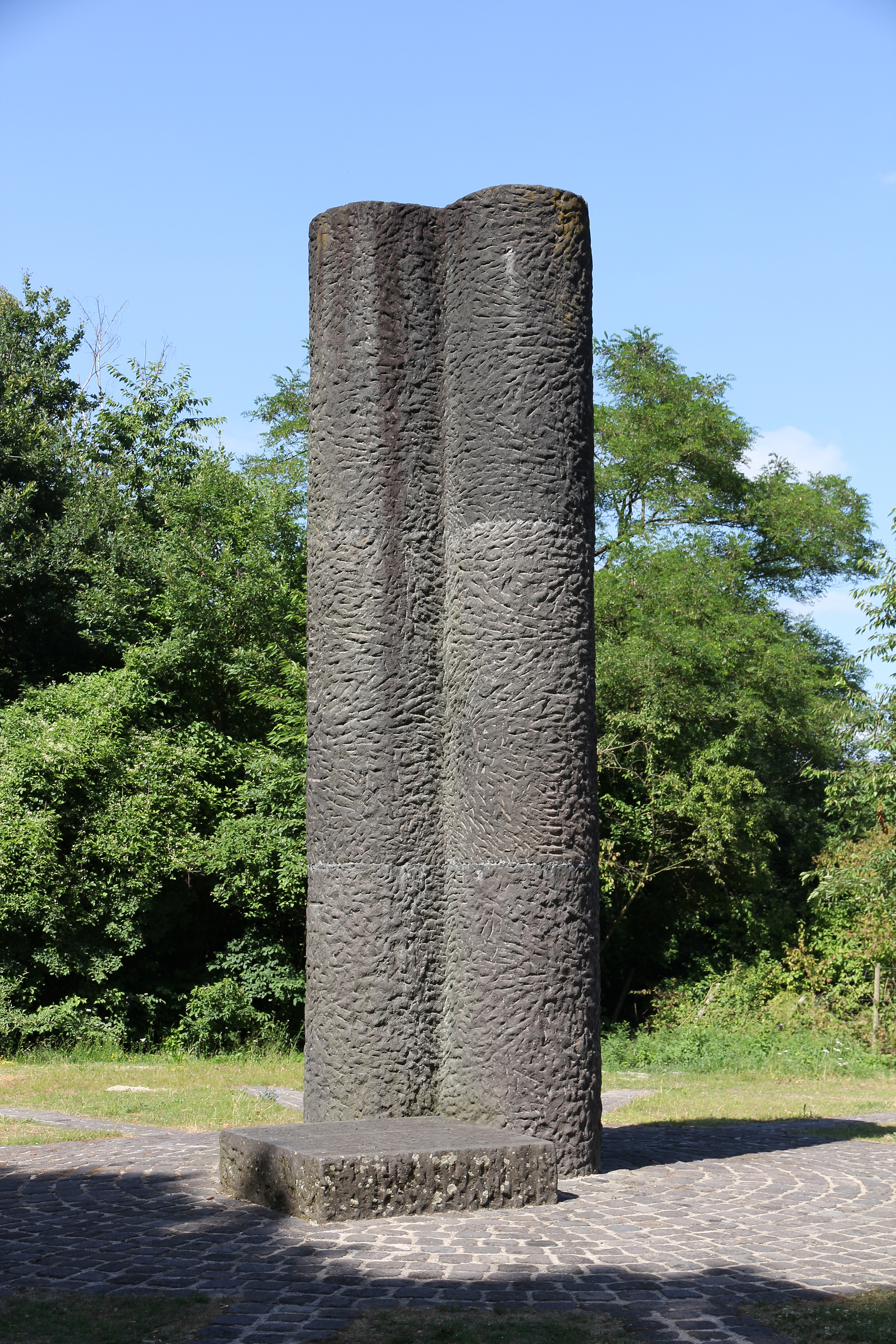
Das Denkmal an die Rittersturz-Konferenz am Aussichtspunkt Rittersturz

## Rittersturz-Konferenz
Zentrale Bedeutung erlangte der Rittersturz am 8. bis 10. Juli 1948, als sich die 11 Regierungschefs der in den westlichen Besatzungszonen neu gegründeten Länder und Louise Schroeder, der kommissarischen Oberbürgermeisterin von damals noch Groß-Berlin im Hotel Rittersturz zur sog. Rittersturz-Konferenz trafen. Das Saarland war auf der Konferenz nicht vertreten, da das Saarland seit 1947 eigenständiger Staat mit Bezug zu Frankreich war. Ziel der Konferenz war die Beratung über die Vorlage der drei westlichen Siegermächte zur Gründung eines westdeutschen Staates. Das Ergebnis der Konferenz waren die Koblenzer Beschlüsse.
Weniger bekannt ist, dass es eine zweite Rittersturz-Konferenz am 25. und 26. August 1949 gab, in der die Einberufung des ersten Bundestages und des Bundesrates zum 7. September 1949 sowie der Bundesversammlung zum 12. September 1949 beschlossen wurde.

## Rittersturz-Denkmal
Auf der Freifläche entstand 1978 – einige Jahre nach dem Abriss des Hotels – durch eine Bürgerinitiative eine Gedenkstätte. Bei einem landesweiten Wettbewerb setzte sich der Entwurf des Koblenzer Künstlers Rudi Scheuermann durch. Es handelt sich hierbei um eine sechs Meter hohe Basaltsäule, die in ihrer Dreibündelung die Säulen des demokratischen Staatswesens darstellt – Legislative, Exekutive und Judikative. Diese wurde am 8. Juli 1978 im Sinne einer Gedenkstätte der Öffentlichkeit übergeben.
Zum 60. Jahrestag der Rittersturz-Konferenz im Juli 2008 wurde die Gedenkstätte umfassend restauriert und die Grünfläche rund um die Basaltsäule neu gestaltet.

## Infrastruktur
Der Rittersturz ist auf schmaler Fahrstraße von der B 327 über den Kühkopf oder vom Rhein, ausgehend vom Laubachtal, erreichbar. Parallel verläuft der Welterbesteig Oberes Mittelrheintal durch den Koblenzer Stadtwald, der sich teilweise mit dem vom Geographischen Institut der Universität Koblenz eingerichteten Geologisch-Landeskundlichen Lehrpfad deckt.